# Buick Envista

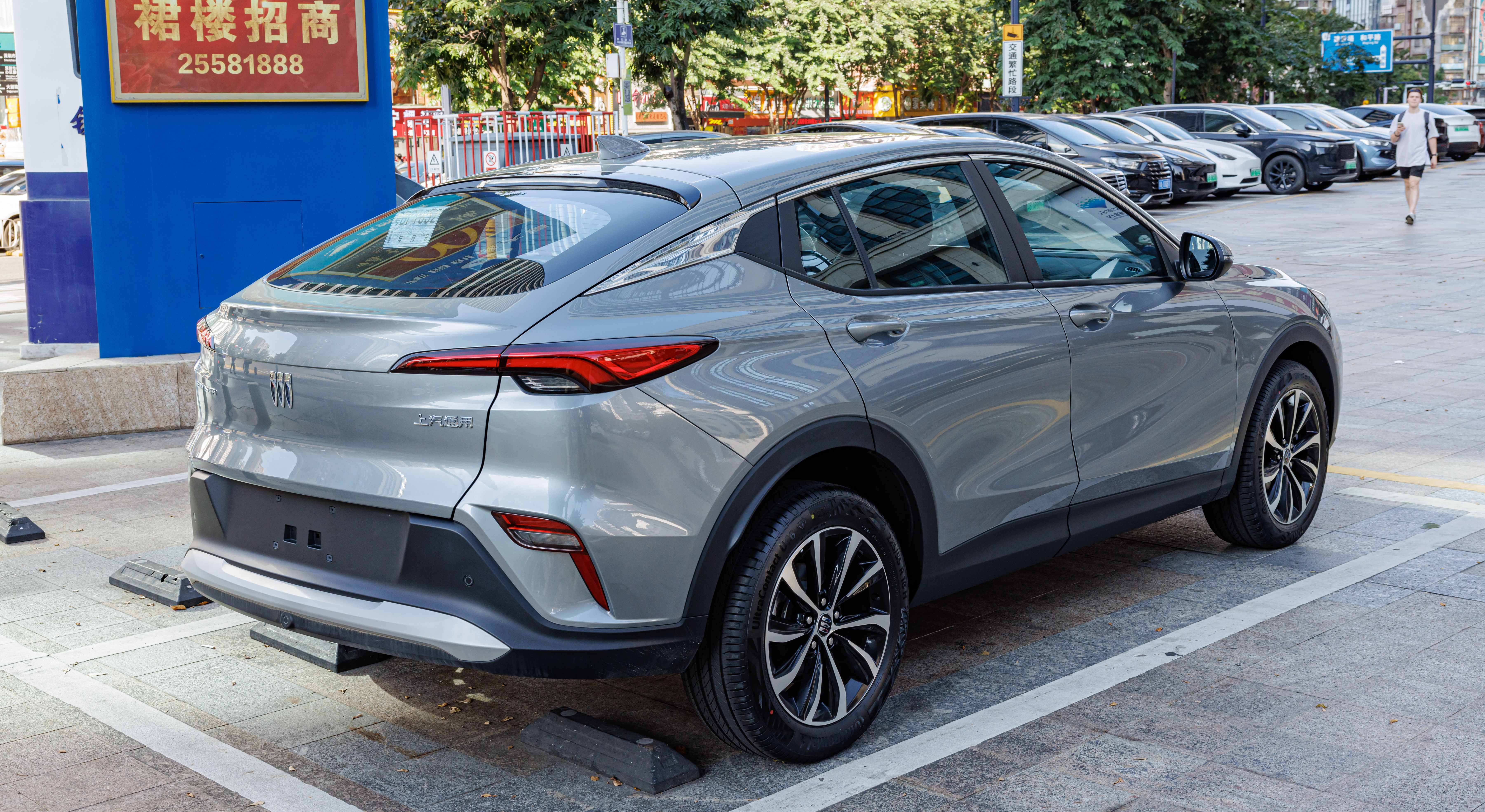
Heckansicht

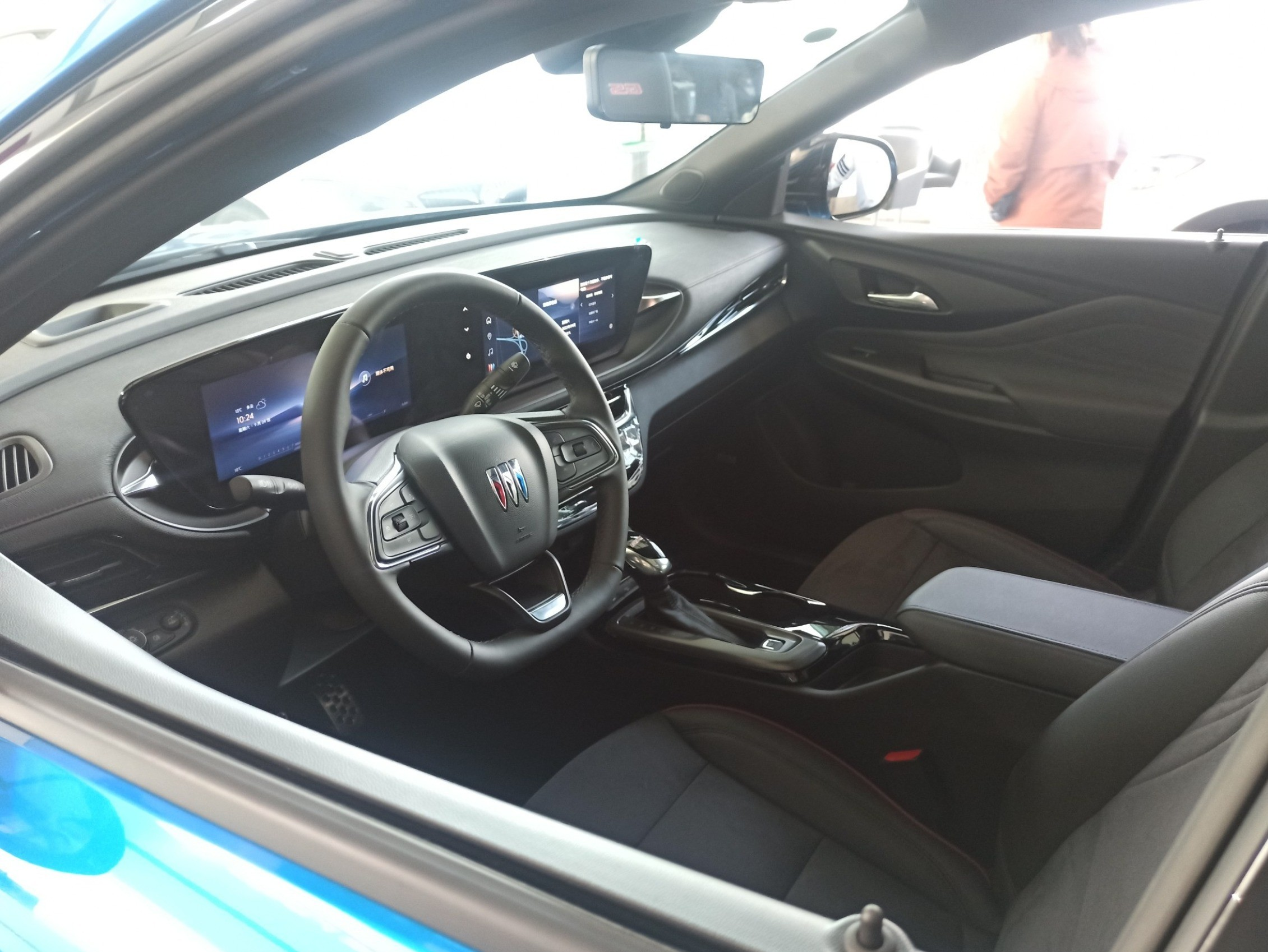
Innenansicht

Der Buick Envista ist ein als SUV-Coupé vermarktetes Fahrzeug von General Motors, das seit 2022 unter der Marke Buick angeboten wird.

## Geschichte
Das 4,64 Meter lange Fahrzeug wurde im August 2022 auf der Chengdu Auto Show vorgestellt. Einen Monat später kam es in China in den Handel. Dort standen vier Ausstattungslinien – darunter die sportlich gestaltete GS-Linie – zur Wahl. Der Chevrolet Seeker teilt sich die technische Basis mit dem Buick Envista. Im November 2022 wurde bekannt, dass das Fahrzeug auch in Nordamerika angeboten werden soll. Diese Version wurde schließlich im April 2023 vorgestellt und wird seit Juni 2023 gebaut.

## Technische Daten
Angetrieben wird der Wagen in China wie auch der Chevrolet Seeker ausschließlich von einem aufgeladenen 1,5-Liter-Ottomotor mit einer maximalen Leistung von 135 kW (184 PS). Er hat ausschließlich Vorderradantrieb und ein stufenloses Getriebe. Von 0 auf 100 km/h soll er in 7,9 Sekunden beschleunigen, die Höchstgeschwindigkeit wird mit 205 km/h angegeben. Die amerikanische Version hat einen aufgeladenen 1,2-Liter-Ottomotor mit drei Zylindern und maximal 102 kW (139 PS). Dort wird ein 6-Stufen-Automatikgetriebe verbaut.
|                                            | 1.2T                       | 1.5T                   |
| ------------------------------------------ | -------------------------- | ---------------------- |
| Markt                                      | Nordamerika                | China                  |
| Bauzeitraum                                | seit 06/2023               | 09/2022–02/2025        |
| Motorkenndaten                             |                            |                        |
| Motorart                                   | Ottomotor                  | Ottomotor              |
| Motorbauart                                | R3                         | R4                     |
| Hubraum                                    |                            | 1498 cm³               |
| max. Leistung bei min−1                    | 102 kW (139 PS) / 5000     | 135 kW (184 PS) / 5500 |
| max. Drehmoment bei min−1                  | 220 Nm / 2500–4000         | 250 Nm / 1500–5000     |
| Kraftübertragung                           |                            |                        |
| Antrieb                                    | Vorderradantrieb           | Vorderradantrieb       |
| Getriebe                                   | 6-Stufen-Automatikgetriebe | Stufenloses Getriebe   |
| Messwerte                                  |                            |                        |
| Höchstgeschwindigkeit                      | k. A.                      | 205 km/h               |
| Beschleunigung, 0–100 km/h                 | 9,3 s                      | 7,9 s                  |
| Leergewicht                                | 1374–1412 kg               | 1415–1435 kg           |
| Kraftstoffverbrauch auf 100 km, kombiniert | 7,8 l Super                | 6,5–6,6 l Super        |
| Tankinhalt                                 | 50 l                       | 50 l                   |
| Abgasnorm                                  | k. A.                      | China VI               |